# Канал (Канал об Сочи)
Канал (словен. Kanal) је градић и управно средиште општине Канал об Сочи, која припада Горишкој регији у Републици Словенији.
По попису становништва из 2011. године, насеље Канал имало је 1.269 становника.